# Швабська сільська рада
Швабська сільська рада — (біл. Швабскі сельсавет), адміністративно-територіальна одиниця в складі Логойського району розташована в Мінській області Білорусі. Адміністративний центр — Шваби.
Швабська сільська рада розташована на межі центральної Білорусі, в північній частині Мінської області орієнтовне розташування — супутникові знимки [Архівовано 11 червня 2020 у Wayback Machine.], на північний схід від Логойська.
До складу сільради входять такі населені пункти:
- Вербове
- Ганевичі
- Заберезівка
- Запілля
- Киселівка
- Кроква
- Логи
- Лядо
- Мехеди
- Молоді
- Морозівка
- Мостище
- Мурожне
- Олешники
- Погребище
- Рудня
- Старий Млин
- Кути
- Таковщина
- Цна
- Чеботарі
- Чемки
- Шваби
- Юрковичі